# Thomas Goodrich
Pour les articles homonymes, voir Goodrich (homonymie).
Sir Thomas Goodrich (ou Goodricke), né en 1494 et mort le 10 mai 1554, est un ecclésiastique et homme d'état anglais. 
En sa qualité d'évêque d'Ely, il est le premier évêque nommé à la suite de la Réforme anglaise, initiée par le roi Henri VIII.

## Biographie
Il est le fils d'Edward Goodrich d'East Kirkby, dans le Lincolnshire, et le frère d'Henry Goodricke de Ribston Hall, dans le Yorkshire du Nord.
Il suivit l'instruction dispensée au Corpus Christi College de Cambridge et devint membre du Jesus College dans la même université. Théologien, il a fait partie des ecclésiastiques consultés au sujet de la légalité du mariage d'Henri VIII avec Catherine d'Aragon. Il devint un des chapelains royaux vers 1530 puis fut élu évêque d'Ely en 1534, consacré le 19 avril par Thomas Cranmer, archevêque de Cantorbéry, John Longland, évêque  de Lincoln, et Christopher Lord, évêque suffragant du diocèse de Cantorbéry et évêque de Sidon. Il fut confirmé à ce poste le 15 mai, par lettre royale d'Henri VIII, chef suprême de l'Église protestante. 
Le diplomate Nicholas Hawkins avait été un potentiel successeur de son  oncle Nicholas West mais il décéda en mission pour l'Empereur Charles V.
Favorable à la Réforme protestante, Thomas Goodrich aida à la rédaction en 1537 de Institution de l'homme chretien, connu comme le  « Livre des Évêques », puis traduit l'Évangile selon Jean pour le Nouveau Testament révisé.
En 1538, il échangea la résidence des évêques d'Ely de Hatfield Palace à Henri VIII contre la restitution de certains évêchés, situés dans le Cambridgeshire et dans l'Essex, précédemment saisis lors de la première loi de la Dissolution des monastères de 1534.
 
Lors de l'accession au trône d'Édouard VI en 1547, l'évêque fut fait membre du Conseil privé et prit une part importante dans le règlement d'affaires publiques durant son règne. « Un homme laïc  fougueux et très occupé » comme l'appelait l'historien Burnet, il était tout autant opposé  aux fanatiques de la « vieille » que ceux de la « nouvelle religion ».
Il assista à l'assemblage du Premier livre de prière d'Édouard VI et fut un des membres de la commission du procès de l'évêque Gardiner et en janvier 1552 succéda à Richard Rich comme lord grand chancelier.
Il continua à tenir cette fonction durant le règne de neuf jours de Lady Jeanne Grey en 1553. Puis, il se soumit à l'autorité de la reine Marie et se conforma à la restauration de la religion catholique. Privé de sa chancellerie pour son soutien à la protestante Lady Jane Grey, il fut autorisé à garder son évêché jusqu'à sa mort.